# George Canning
Pour les articles homonymes, voir Canning.
George Canning, né le 11 avril 1770 à Londres et mort le 8 août 1827 à Chiswick en Angleterre, est un homme d'État britannique. Il est Premier ministre du Royaume-Uni pour une courte durée d'avril à août 1827 et exerce à deux reprises les fonctions de ministre des Affaires étrangères, de 1807 à 1809 puis de 1822 à 1827.
Issu d'un milieu relativement modeste, il accomplit de brillantes études grâce au soutien financier de son oncle et entre en politique à l'âge de 23 ans. Son ascension est rapide : membre du gouvernement de William Pitt le Jeune de 1800 à 1806, il est ministre des Affaires étrangères sous le duc de Portland l'année suivante et s'emploie à maintenir la suprématie navale du Royaume-Uni face à Napoléon Ier. Écarté un temps des hautes fonctions du fait de sa rivalité avec Castlereagh, il retourne sur le devant de la scène en 1812 et exerce différents postes pour le compte du gouvernement Liverpool (ambassadeur au Portugal, président du Bureau de contrôle, leader de la Chambre des communes et ministre des Affaires étrangères à nouveau en 1822).
À la tête du Foreign Office, Canning obtient de nombreux succès diplomatiques, à commencer par la reconnaissance des ex-colonies espagnoles et portugaises en Amérique latine et le développement du commerce maritime britannique. L'historien G. M. Trevelyan écrit :

« Pendant cinq ans, l'Angleterre fut guidée par le génie de Canning, et rarement autant d'éclat et de sagesse se combinèrent de la sorte pour produire des résultats aussi heureux. »

Choisi pour succéder à Liverpool, démissionnaire, en avril 1827, Canning doit faire face à la scission des tories entre ses partisans et ceux de l'aile libérale de Robert Peel et du duc de Wellington. Sa santé décline toutefois rapidement et il meurt quatre mois à peine après son début de mandat, qui est pendant près de deux siècles le plus court de l'histoire du Royaume-Uni, seulement dépassé en brièveté par celui de Liz Truss en 2022.

## Biographie

### Jeunesse et entrée en politique
Il est le fils de Mary Ann Costello, une actrice d'origine irlandaise, et de George Canning. Son père meurt en 1777 et il est élevé à Londres par un oncle négociant en vins. Les dépenses de son éducation sont couvertes par le revenu d'une petite propriété en Irlande. Il va d'abord à l'école de Hyde-Abbey, près de Winchester, puis à Eton, puis en 1788 à Oxford. Il publia, dès l'âge de 16 ans, le Microcosme, journal littéraire plein de goût et de fine raillerie. Il entra en 1793 à la Chambre des communes, où il se fit bientôt remarquer par son éloquence ; puis il devint le séide du Premier ministre William Pitt le Jeune, qui le fit nommer sous-secrétaire d'État en 1796.
En 1799, il soutient, avec Pitt, le principe de l'abolition de la traite des Noirs. Pitt la voulait parce qu'il y voyait la ruine des colonies françaises. Ensuite, il se manifeste pour la liberté du culte pour les catholiques irlandais. Ce problème épineux est simultanément la carotte et le bâton de George Canning. Il s'en sert tour à tour de moyen de chantage pour accéder ou rester au ministère, ou pour entretenir l'espoir des Irlandais et son électorat. Mais, il sait très bien qu'une forte majorité se dégage contre, malgré les promesses qui avaient été faites à l'époque de l'Union. En 1799, toujours, il est nommé un des commissaires pour la direction des affaires de l'Inde. Le 8 juillet 1800, il épouse la plus jeune des filles du général John Scott de Balcomie, qui s'est prodigieusement enrichi dans les Indes orientales. La chute du ministère, en 1801, amène pour Canning la fin de tous ses emplois.

### Membre du gouvernement
En 1802, il reparaît au Parlement comme représentant du bourg irlandais de Tralee. Il siège dans l'opposition. En mai 1804, Pitt rentre au ministère, et nomme Canning trésorier à la Marine. En janvier 1806, Pitt meurt. Le nouveau ministère de coalition, composé de Fox, lord Sudmouth et lord Grenville, écarte à nouveau Canning qui déclare : « ma fidélité politique est ensevelie dans la tombe de M. Pitt » et retourne siéger dans l'opposition. Fox meurt en septembre 1806.
Dans le nouveau cabinet du duc de Portland, il devint ministre des Affaires étrangères en 1807. En avril de cette année, la question irlandaise est remise à l'ordre du jour et est comme de coutume rejetée. Partisan de la guerre à outrance contre Napoléon Ier, il soutient le bombardement de Copenhague. Dans le même gouvernement, Lord Castlereagh est ministre de la Guerre. Les deux hommes, qui se méprisent, se battent en duel et pour ce fait, sont renvoyés du ministère en 1809. Canning reste quelque temps éloigné du gouvernement.

### Missions politiques et diplomatiques de 1812 à 1822
Le 22 juin 1812, Canning, qui n'est plus ministre, relance la question irlandaise et le cabinet renoue les relations avec lui. Il se défausse de la question irlandais sur son « vénérable collègue », Henry Grattan, qui possède, dit-il, beaucoup plus de talent que lui pour la faire triompher. L'ajournement de la question l'emporte une fois de plus. En 1814, il est nommé ambassadeur extraordinaire au Portugal, poste duquel il démissionne fin 1815. En 1816, il se rabiboche avec son ancien ennemi Castlereagh et est nommé plénipotentiaire près la République helvétique. En juillet 1817, de retour au Royaume-Uni, et au cabinet, il est président du bureau des Indes. En 1819, il est contre la formation d'un comité pour l'examen du numéraire en circulation ; contre une réforme parlementaire, contre la révision des lois pénales ; mais pour de nouvelles taxes. Démissionnaire en 1820, il reparaît à la chambre en 1821 et reparle de la question irlandaise. Il est nommé gouverneur général de l'Inde. Canning se hâte lentement de faire ses bagages lorsque Castlereagh se suicide le 12 août 1822.

### Retour aux affaires

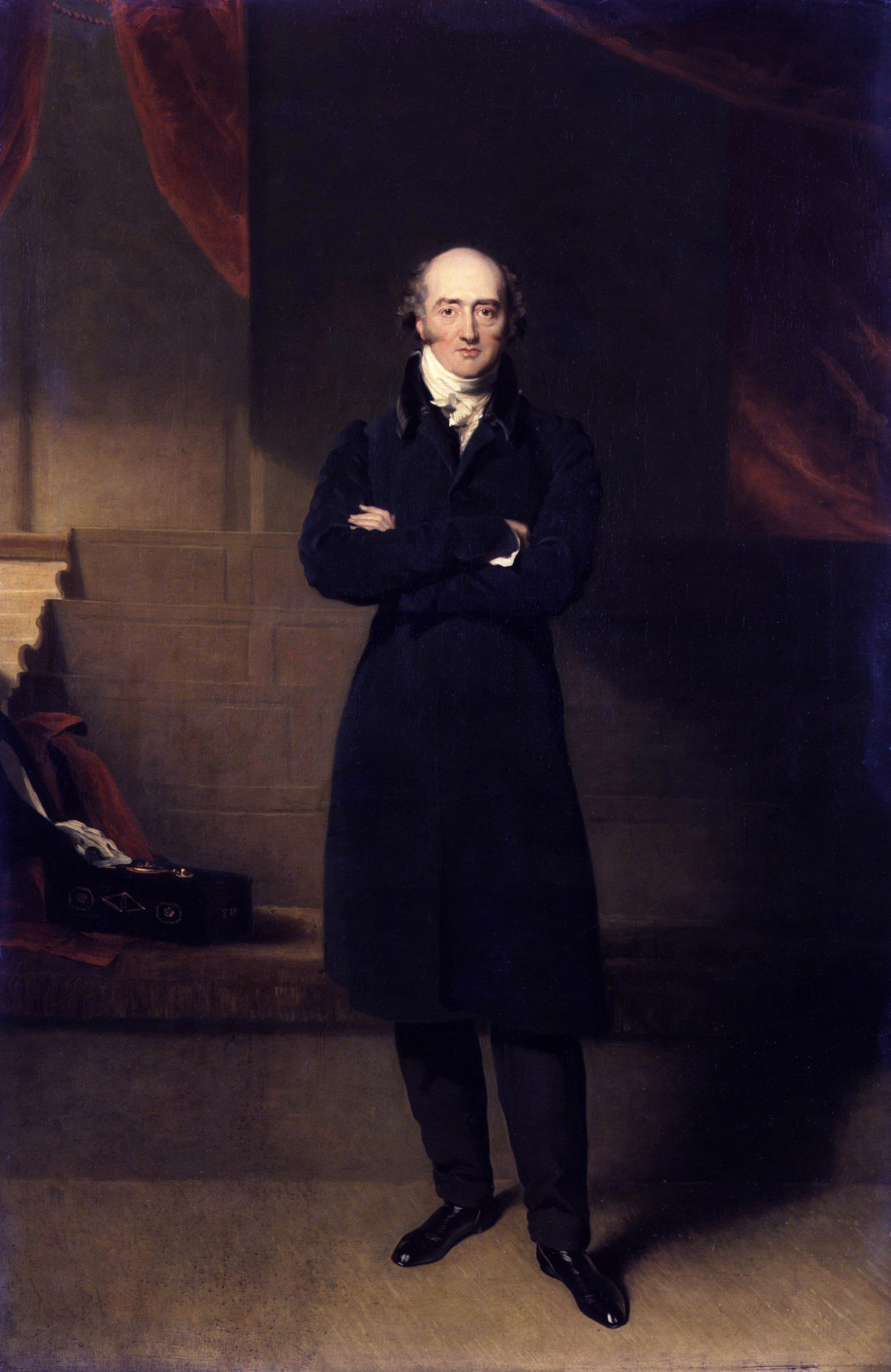
Portrait de George Canning par Richard Evans, huile sur toile, vers 1825, National Portrait Gallery, Londres.

Canning déclare publiquement à Lord Liverpool que vu les circonstances, la question irlandaise n'était plus d'actualité, moyennant quoi le roi George IV en fait son ministre des Affaires étrangères en 1822. George IV aurait demandé à Canning de suivre la même ligne que son prédécesseur, ce à quoi le nouveau ministre des Affaires étrangères aurait répondu : « mais, Sire, il s'est tué ».
Il s'oppose à une motion de Thomas Buxton pour l'abolition de l'esclavage dans les colonies d'Amérique, et propose trois résolutions qui repoussent le principe de l'affranchissement subi et tendent à favoriser une amélioration graduelle. Dans son discours, il présente le christianisme comme parfaitement compatible avec le principe de l'esclavage, et prétend que la doctrine du Christ n'a contribué en rien à éteindre cette plaie du monde romain. Elle, la question catholique est réenfourchée, à laquelle sir Francis Burdett conclut de supprimer « cette comédie annuelle qui consiste à former en faveur des catholiques des demandes qu'on était certain de voir rejeter ».
En 1824, le Royaume-Uni soutient officieusement la Grèce contre l'Empire ottoman. En 1825, Canning se donne une image de libéral en étant pour la reconnaissance immédiate des anciennes colonies espagnoles devenues indépendantes, afin de permettre au Royaume-Uni de commercer avec elles. Canning devient membre de la Royal Society le 12 janvier 1826. Le 19 mai suivant, il s'oppose à une motion tendant à l'amélioration du sort des esclaves : « le principe, dit-il, est juste, mais les mesures sont prématurées : aller trop vite, c'est risquer de manquer son but ; y tendre lentement, c'est le moyen de rendre le succès certain ».
Le 6 juillet 1826, Canning signe avec la France et la Russie un traité qui tend à réconcilier l'Empire ottoman et la Grèce, et, en cas de refus, de mettre fin à la querelle par les armes. Le 11 décembre, Canning déclare que le gouvernement britannique honorera ses engagements si le Portugal le demande, et soutiendra la constitution portugaise par des secours militaires. À la mort en 1826 de son ami le négociant Wyld, il prend sous sa protection son fils William Wyld auquel il obtient le poste de secrétaire du consulat britannique à Calais. Son protégé devient un célèbre peintre orientaliste.

### Mandat de Premier ministre et mort pendant son bref mandat
Le 12 avril 1827, Canning remplace Lord Liverpool, depuis longtemps malade, au poste de Premier commissaire du Trésor, équivalent à celui de Premier ministre. Tous les ministres démissionnent et il forme un nouveau gouvernement avec ses ennemis politiques de la veille. Il se montre plus favorable qu'auparavant aux idées libérales, s'unit aux whigs, appuie l'émancipation des catholiques d'Irlande, détache son pays de la Sainte-Alliance et prépare l'indépendance de la Grèce. Il meurt de la tuberculose à Chiswick House au milieu de ses travaux trois mois plus tard.
Il a cultivé la poésie avec succès dans sa jeunesse ; son poème de L'Esclavage de la Grèce révèle une imagination brillante en même temps qu'un vif amour de la liberté.
Chateaubriand écrit : « Tous les deux, arrivés à une haute fortune, nous voilà membres d'une société (Literary Fund) consacrée au soulagement des écrivains malheureux. » (Mémoires d'outre-tombe, Liv.X, ch.4).

## Héritage

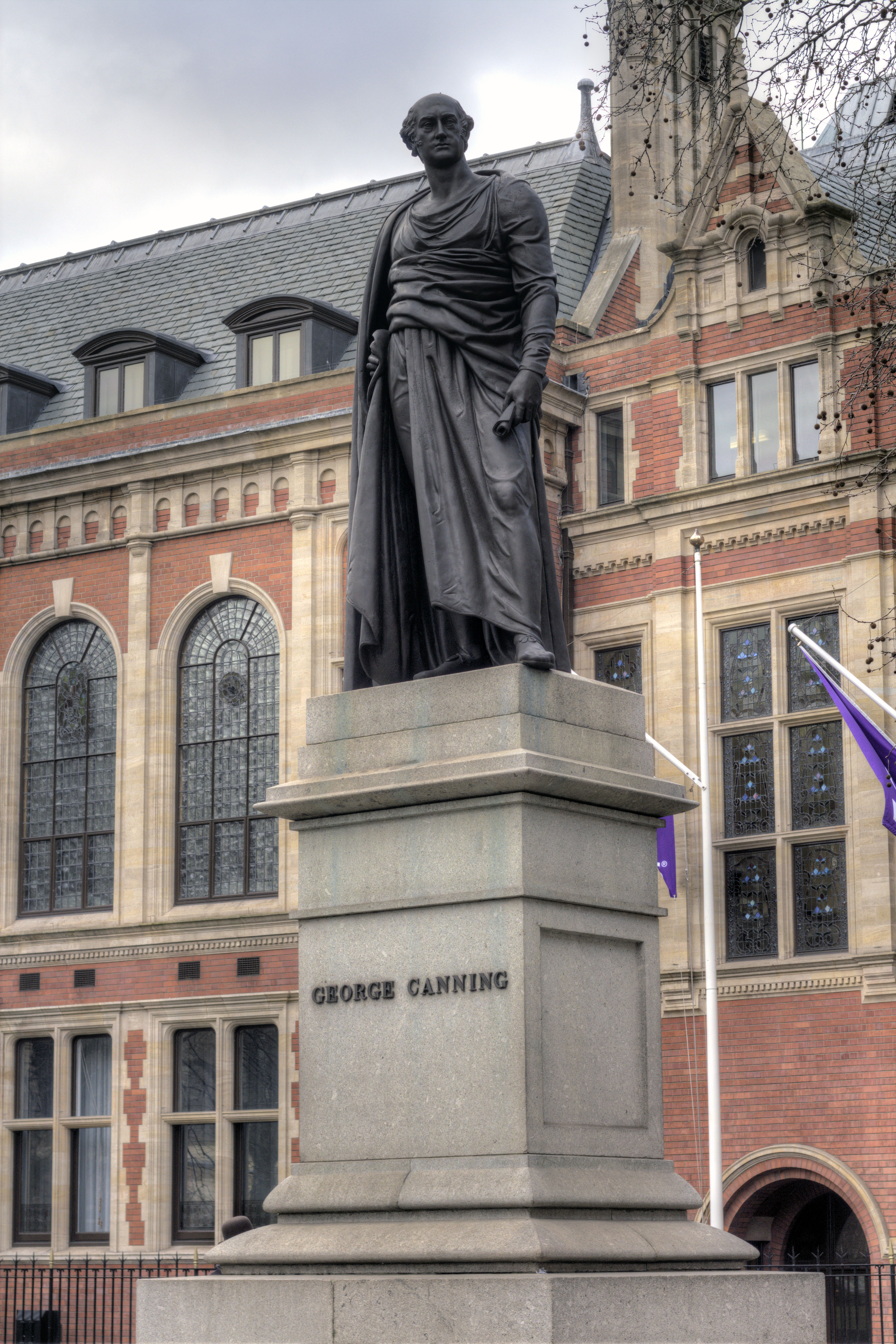
Statue de Canning à Parliament Square (Londres), œuvre du sculpteur britannique Richard Westmacott.

Rory Muir décrit Canning comme « le ministre le plus brillant et le plus pittoresque, et certainement le plus grand orateur du gouvernement à une époque où l'éloquence jouait encore un rôle important en politique. C'était un homme à l'esprit et à la diatribe mordants, doté d'une immense confiance en ses propres capacités, capable de susciter l'amitié la plus profonde comme l'aversion et la méfiance la plus forte… C'était un homme passionné, actif et engagé qui mettait toute son énergie dans tout ce qu'il entreprenait. C'était là sa force, mais aussi sa faiblesse… [Canning était] le ministre le plus compétent du gouvernement ». Charles Greville a déclaré au sujet de Canning le lendemain de sa mort :

« Il écrivait très vite, mais pas assez vite pour son esprit, composant beaucoup plus vite qu'il ne pouvait coucher ses idées sur le papier. Il ne supportait pas de dicter, car personne ne pouvait écrire assez vite pour lui ; mais une fois, alors que sa main était atteinte par la goutte et qu'il ne pouvait tenir la plume, il se tint près du feu et dicta simultanément une dépêche sur les affaires grecques à George Bentinck et une autre sur la politique sud-américaine à Howard de Walden, chacun écrivant aussi vite qu'il le pouvait, tandis qu'il passait de l'un à l'autre sans hésitation ni embarras. »

Canning était un adversaire acharné du Concert européen institué par les puissances conservatrices au congrès de Vienne en 1815. Paul Hayes note sur ce point la chose suivante :

« Son succès le plus important fut la destruction du système de la nouvelle Sainte-Alliance qui, en l'absence de contestation, aurait dû dominer l'Europe. Canning se rendit compte qu'il ne suffisait pas à la Grande-Bretagne de boycotter les conférences et les congrès ; il était essentiel de persuader les puissances que leurs intérêts ne pouvaient être satisfaits dans le cadre d'un système d'intervention fondé sur les principes de légitimité, d'antinationalisme et d'hostilité au processus révolutionnaire. »

## Distinction posthume
Une médaille laudative de F. Galle, frappée en France en l'honneur de Canning, contient d'un côté : « Liberté civile et religieuse dans tout l'univers » ; de l'autre : « Au nom des peuples, les Français à George Canning ».